# Шарне (Рона)
Шарне (фр. Charnay) насеље је и општина у источној Француској у региону Рона-Алпи, у департману Рона која припада префектури Вилфранш сир Саон.
По подацима из 2011. године у општини је живело 1074 становника, а густина насељености је износила 152,12 становника/km². Општина се простире на површини од 7,06 km². Налази се на средњој надморској висини од 450 метара (максималној 446 m, а минималној 206 m).

## Демографија
| 1962. | 1968. | 1975. | 1982. | 1990. | 1999. | 2011. |
| ----- | ----- | ----- | ----- | ----- | ----- | ----- |
| 477   | 515   | 551   | 609   | 775   | 964   | 1.074 |

График промене броја становника у току последњих година